# Gérard Simond
Gérard Simond, född 11 maj 1904 i Chamonix i Haute-Savoie, död 2 januari 1995 i Sallanches i Haute-Savoie, var en fransk ishockeyspelare. Han var med i det franska ishockeylandslaget som kom på delad åttonde plats i olympiska vinterspelen 1928 i Sankt Moritz.